# Usine Stellantis de Bessoncourt
L'usine Stellantis de Bessoncourt est un site informatique du Groupe PSA, qui s'appelle maintenant Stellantis. Il est situé sur la commune de Bessoncourt dans le Territoire de Belfort, en région Franche-Comté et est distant de 20 km du site de Sochaux.

## Histoire
Son ouverture date de mai 1980. Il a subi trois importantes extensions en 1992, 1997 et 2006. Il comprend aujourd'hui 1 890 m2 de salles de machines.
Environ 300 personnes travaillent au quotidien sur ce site, pierre angulaire du système informatique de fabrication de toutes les usines PSA.
Le site ferme en 2024 et est rapatrié au sein des locaux de Sochaux.

## Performances
Pour fonctionner électriquement, le site consomme 10 000 litres de fioul par jour (équivalent d'une consommation d'une ville de 5 000 habitants). La consommation électrique annuelle avoisine les 13 000 000 kWh. L'espace disque centralisé du site était de 91 160 Go en 2005, réparti sur 772 serveurs.